# Coritosaure
El coritosaure (Corythosaurus: del Grec Koryhtos, "casc" i sauros, "llangardaix") és un gènere de dinosaure hadrosàurid que visqué al Cretaci inferior, fa uns 80 milions d'anys, a les muntanyes de l'oest de Nord-amèrica.
El primer exemplar de coritosaure fou descobert l'any 1912 per Barnum Brown a Red Deer River, a la província canadenca d'Alberta.